# Васильчикова, Татьяна Илларионовна
Княжна Татья́на Илларио́новна Васи́льчикова, в браке фон Ме́ттерних-Виннебург (1 января 1915, Петроград, Российская империя — 26 июня 2006, Йоганнисберг, Гессен, Германия) — меценат и мемуаристка из рода Васильчиковых, жена последнего князя Меттерниха.

## Биография
Родилась в Петрограде 1 января 1915 года в семье члена IV Государственной думы князя Иллариона Сергеевича Васильчикова и Лидии Леонидовны, урождённой княжны Вяземской.

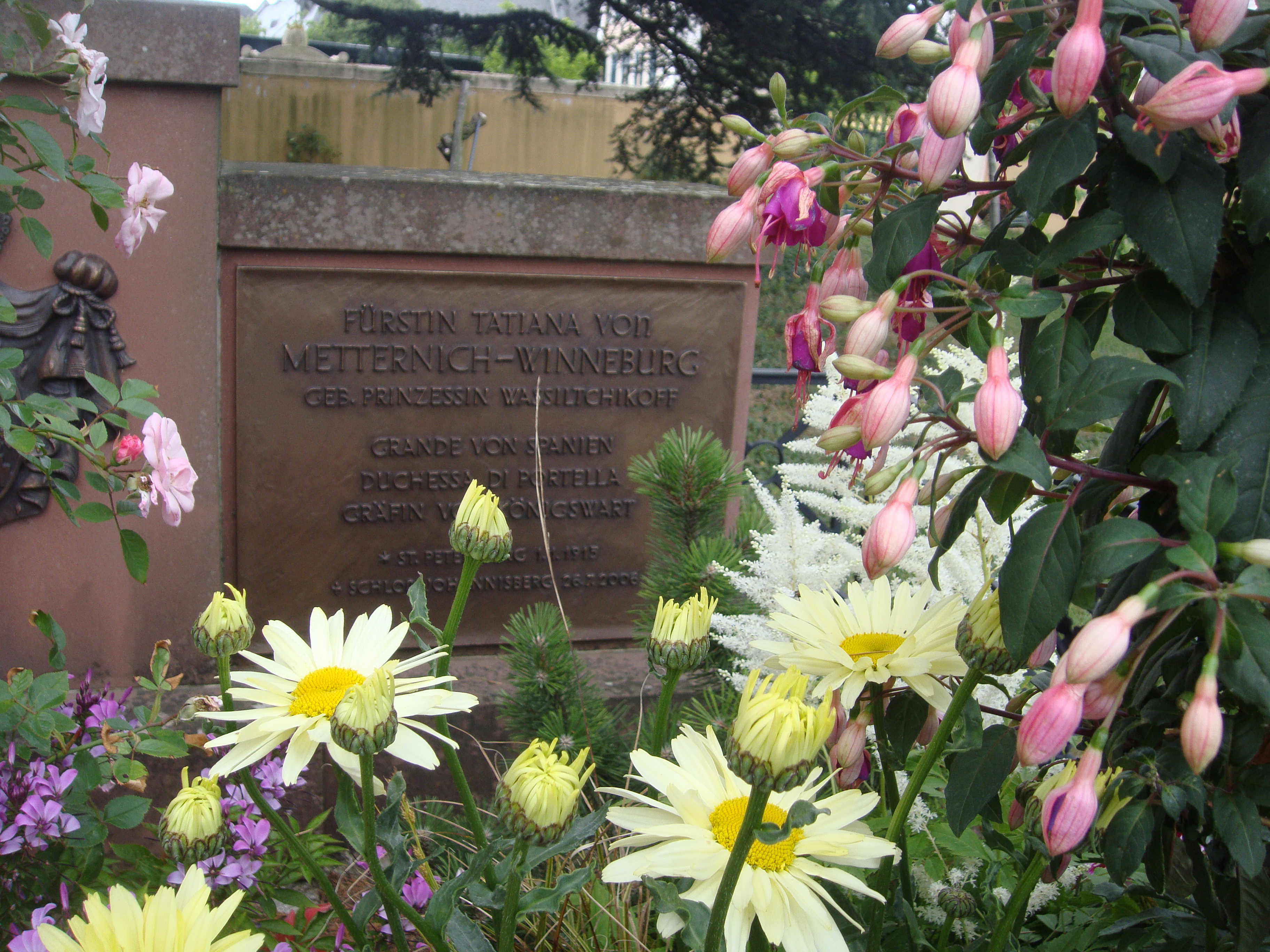
Надгробие Татьяны Васильчиковой-Меттерних в Йоханнисберге

Вместе с сестрой Марией (Мисси, также будущей мемуаристкой) училась в Сен-Жермен-ан-Ле.
В сентябре 1941 года вышла замуж за князя Меттерниха и поселилась с ним в усадьбе Кёнигсварт на западе Чехословакии. После изгнания судетских немцев супруги переехали в Рейнгау, где ими был восстановлен из руин замок Йоханнисберг. На основе местных виноградников было создано популярное игристое вино «Князь Меттерних», купажированием которого занималась и Татьяна.
В 1976 году опубликовала мемуары под названием «Женщина с пятью паспортами» (рус. пер. 1999).
В 1978 году княгиня Меттерних вступила в орден Святого Лазаря, взявшись представлять его интересы на территории Германии.
В 1987 году поддержала инициативу создания музыкального фестиваля «Рейнгау», предоставив помещения замка Йоханнисберг для концертов.
После 1991 года и до конца жизни часто бывала в России, активно занималась благотворительностью в Санкт-Петербурге.
После смерти мужа в 1992 году Татьяна фон Меттерних продала замок концерну Dr. Oetker, но продолжала жить в нём до самой смерти в 2006 году. Детей у неё не было.

## Награды
- Офицерский крест ордена «За заслуги перед Федеративной Республикой Германия».
- Кавалерский крест ордена «За заслуги перед Федеративной Республикой Германия».
- Благодарность Президента Российской Федерации (22 февраля 2003 года) — за заслуги в укреплении российско-германских дружественных отношений и активную благотворительную деятельность[6].
- Медаль Вильгельма Лёйшнера.